# Explorer (Schiff, 2013)
Die Explorer ist ein SWASH-Lotsentender (Small Waterplane Area Single Hull), der vom Lotsbetriebsverein für den Lotsenwechsel auf der Elbe vor Brunsbüttel eingesetzt wird.

## Beschreibung
Das Schiff wurde unter der Baunummer 6496 von Abeking & Rasmussen in Lemwerder gebaut. Die Kiellegung fand am 1. Dezember 2011, der Stapellauf am 10. Dezember 2012 statt. Die Fertigstellung erfolgte am 4. März 2013.
Das Schiff wurde von Abeking & Rasmussen auf eigene Rechnung gebaut und zunächst an das Bundesministerium für Verkehr und digitale Infrastruktur zur Erprobung verchartert. Am 5. April 2017 kaufte das Bundesministerium das Schiff. Es wird vom Lotsbetriebsverein e.V. Außenstelle Cuxhaven betrieben und im Lotsversetzbetrieb vor Brunsbüttel eingesetzt.
Das Schiff basiert auf dem SWATH@A&R-Konzept. Da dieses jedoch aufgrund der zwei Rümpfe, in denen jeweils eine Antriebsanlage untergebracht ist, relativ teuer ist und die Schiffe aufgrund des Platzbedarfs für den Antrieb eine Mindestgröße haben müssen, entwickelte die Werft ein Einrumpfkonzept. So besitzt die SWASH-Konstruktion, anders als die SWATH-Schiffe, einen Rumpf mit zwei an den Seiten der auf den Rumpf aufgesetzten Plattform angebrachten, stabilisierenden Schwimmern. Aufgrund der senkrechten Bordwände ist beim Längsseitsgehen ein sicheres Übersteigen des Lotsen möglich.
Das Schiff wird von zwei Personen gefahren. An Bord ist Platz für weitere acht Personen. Die Brennstofftanks fassen 5 t Treibstoff. Die Reichweite des Schiffes beträgt je nach Geschwindigkeit etwa 300 bis 400 Seemeilen.
Die Explorer ist das einzige Schiff nach dem SWASH-Konzept von A&R.

## Technische Daten
Der Antrieb des Schiffes erfolgt durch einen Hybridantrieb, der aus einem MTU-Dieselmotor (Typ: 10V2000 M72) sowie einem Siemens-Elektromotor besteht. Der MTU-Dieselmotor hat 900 kW Leistung und wirkt über ein Untersetzungsgetriebe auf einen Verstellpropeller. Das Schiff erreicht damit rund 17 Knoten. Im Langsamfahrbetrieb und bei häufig wechselnden Geschwindigkeiten kann das Schiff auch durch den Siemens-Elektromotor angetrieben werden. Mit dem Elektromotor erreicht das Schiff rund 6 Knoten.
An den Antriebsmotor ist ein Generator gekoppelt. Der Motor kann mit gleichbleibender Leistung laufen und überschüssige Energie für den Antrieb des Generators zur Stromerzeugung genutzt werden. Ein weiterer Generator wird von einem Volvo-Penta-Dieselmotor (Typ: D5A-B TA) angetrieben. Das System basiert auf dem von Siemens ursprünglich für Stadtbusse entwickelten ELFA-System. Das Antriebssystem, bestehend aus Antriebsmotor und Generator sowie Elektromotor, ist in der Rumpfröhre untergebracht.
Das Schiff ist mit einem elektrisch angetriebenen Bugstrahlruder ausgestattet.